# Piri Reis
Piri Reis, vlastně kapitán Piri, celým jménem Hadži Ahmed Muhaddin Piri (asi 1470–1555) byl turecký námořník a kartograf.

## Život
O jeho životě je známo jen málo. Podle nepotvrzené tradice se narodil kolem roku 1470 v Gallipoli, jeho otcem měl být Hadži Mehmet, původem z anatolské provincie Karaman. Jeho původ je sporný. Některé zdroje tvrdí, že se narodil do bohaté turecké rodiny obchodníků nebo pirátů, zatímco jiné zdroje uvádí, že se narodil do řecké rodiny, která konvertovala k islámu. Objevují se ale i tvrzení, že byl žid.
Stal se admirálem Osmanské říše, zúčastnil se první bitvy u Lepanta, dobytí Egypta i obléhání Maskatu, ve vysokém věku byl popraven za vzpouru proti místodržiteli v Basře.

## Dílo
V roce 1513 vytvořil Kitab-i Bahriye (Kniha námořních záležitostí), nejdůležitější tureckou navigační příručku. 
V roce 1929 byla v paláci Topkapi objevena jeho část, portolánová mapa na gazelí kůži zobrazující jižní část Atlantiku. Mapa vzbudila senzaci, protože zobrazovala jihoamerický kontinent, který byl tehdy znám jen povrchně, a také jakoby Antarktidu, o jejíž existenci se v 16. století nevědělo vůbec (autor dokonce ukázal její skutečnou podobu bez ledového příkrovu, již moderní věda odhalila až v roce 1958). Milovníci záhad proto přišli s domněnkami, že Piri Reis čerpal z poznatků zaniklé vyspělé civilizace nebo že měl dokonce možnost vidět zeměkouli z vesmíru. Skeptikové však poukazují na množství omylů na Piriho mapě a označují tak shody se skutečností za náhodné (Terra Australis).

## Galerie

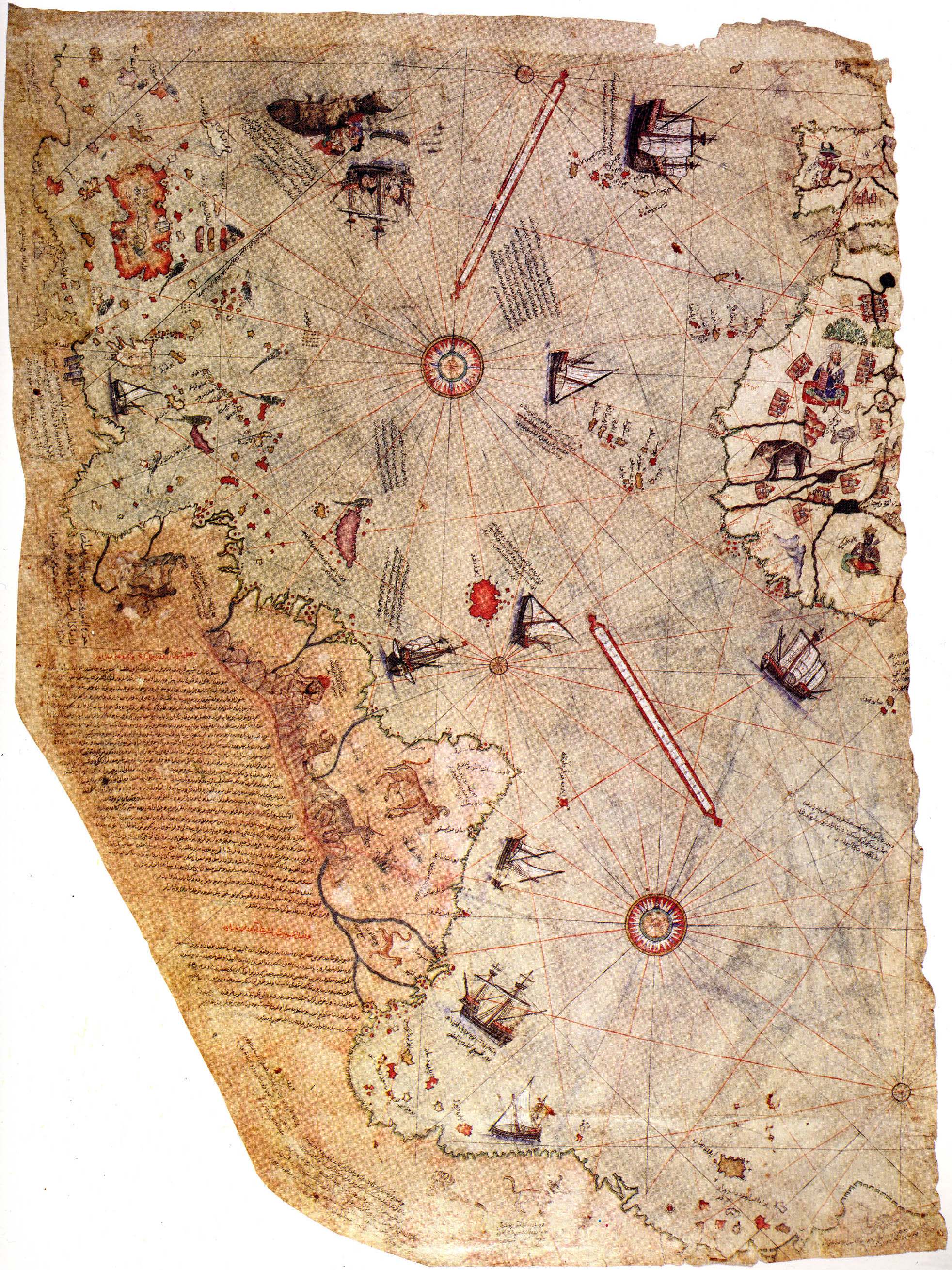
Slavná mapa Piriho Reise